# Reserva nacional China Muerta
La reserva nacional China Muerta es una reserva natural de Chile ubicada en la comuna de Lonquimay, provincia de Malleco, región de la Araucanía, ubicada a 40 km de Melipeuco y comprende unos 12 825 hectáreas (128,3 km²).

## Historia
Fue creada como "Reserva Forestal China Muerta" por Decreto Supremo Nº330 del Ministerio de Agricultura de 28 de junio de 1968. Se ubica en la comunas de Lonquimay (Provincia de Malleco) y Melipeuco (Provincia de Cautín).
A mediados de marzo de 2015 se generó un incendio forestal en la reserva, que consumió sobre 6.000 hectáreas. Tras el incendio, la Corporación Nacional Forestal (CONAF) se volcó en las primeras tareas de restauración de la fauna de la reserva, con recursos propios y la ayuda en conjunto con la comunidad pehuenche. Por parte de Conaf, existe el Plan de Reforestación de la Reserva Nacional China Muerta y de los Parques Nacionales Tolhuaca y Conguillío. La restauración del terreno comenzará en la primavera de 2016, gracias a fondos del Programa REDD de la ONU.

## Geomorfología
La Reserva se ubica en sectores elevados de la cordillera de los Andes; su topografía es bastante irregular y escarpada. La mayor parte de la Reserva se encuentra sobre una altitud de 1 500 m s. n. m., teniendo una máxima de 1 995 m s. n. m.

## Hidrografía
En general las cuencas de la unidad son exorreicas, las que son de régimen lótico.
Los cursos de mayor volumen de la Reserva son: el río Cabeza de Indio, formado por los esteros: China Muerta, Coyán, Lonconera y Rifle; el río Trancura formado por los esteros: Los Chilcos, Trancura y Arenales. Estos ríos drenan en la cuenca del río Toltén.

## Clima

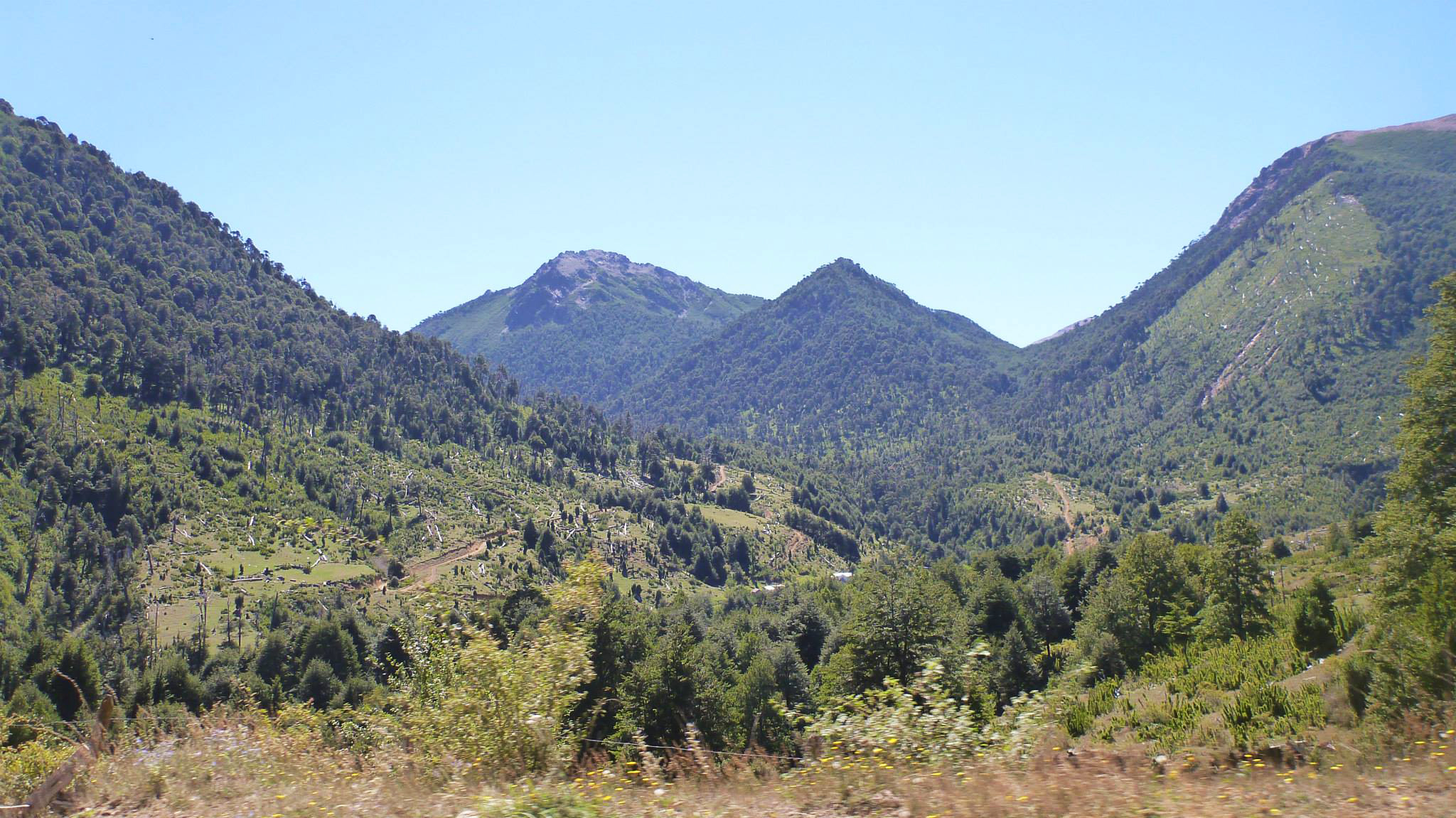
Reserva Nacional China Muerta

De acuerdo a la clasificación de Köppen, la unidad posee dos tipos de climas; Templado-cálido con menos de cuatro meses secos y Hielo por efecto de la altura. 
Templado-Cálido con menos de 4 meses secos: Coincide con el área de la precordillera Andina. Las precipitaciones sobrepasan los 2500 mm anuales, distribuidos casi uniformemente, con un período relativamente seco entre los meses de diciembre a marzo. 
Las temperaturas alcanzan en un valor medio a los 19 °C en enero, y entre 4 °C y 7 °C en el mes de julio, con una variación descendente de este a oeste. La humedad relativa es alta.
Hielo por efecto de la altura: Se presenta en las áreas de mayor altura, dado que la mayor parte de la Reserva se encuentra entre las cotas 1300 a 1950 m m.s. Cabe hacer notar que este clima, es de carácter estacional, presentándose claramente en invierno hasta mediados de la primavera.

## Medio ambiente
De acuerdo a la clasificación de Gajardo 1996, la Reserva Forestal China Muerta está inserta mayoritariamente en la Región de los Bosques Andino-Patagónicos y, dentro de ésta, en la subregión de la Cordillera de la Región de La Araucanía. Una parte de la unidad esta inserta en la Región de los Bosques Caducifolios, y, dentro esta, en la subregión de los Bosques Caducifolios Andinos.
Dentro de la primera Subregión, la Reserva tiene la Formación Vegetal Bosques Caducifolios Alto-Andino con Araucaria, y en la segunda Subregión está la Formación Vegetal Bosque Caducifolio Mixto de la Cordillera de los Andes.

## Flora
| Araucaria               | Araucaria Araucana     | Vulnerable |
| Ciprés de la Cordillera | Austrocedrus chilensis | Vulnerable |
| Lleuque                 | Prumnopitys andina     | Rara       |

## Fauna

### Mamíferos
| Guiña  | Leopardus guigna guigna | En peligro    |
| Pudu   | Pudu puda               | Vulnerable    |
| Culpeo | Pseudalopex culpaeus    | Ina. conocida |

### Aves
| Halcón peregrino | Falco peregrinus         | En peligro |
| Torcaza          | Columba araucana         | Vulnerable |
| Carpintero Negro | Campephilus magellanicus | Vulnerable |

## Vías de acceso
Dista a 40 km de la de Melipeuco y a 162 km de Temuco, la capital regional. El principal acceso va desde Melipeuco por camino antiguo a la laguna Galletué, distante 25 km de Melipeuco; el camino es de ripio en 15 km de tierra los restantes 10 km. Es transitable solo por vehículos de doble tracción en invierno.

## Visitantes
Esta reserva recibe una cantidad reducida de visitantes cada año. Hay datos disponibles solo a partir de 2016.
| Año         | 2016 | 2017 | 2018 | 2019 | 2020 | 2021 | 2022 | 2023 | 2024 |
| ----------- | ---- | ---- | ---- | ---- | ---- | ---- | ---- | ---- | ---- |
| chilenos    | 483  | s/i  | 477  | 671  | 420  | 677  | 2828 | 2488 | 2701 |
| extranjeros | 10   | s/i  | 0    | 7    | 6    | 0    | 0    | 0    | 0    |
| Total       | 496  | s/i  | 477  | 678  | 426  | 677  | 2828 | 2488 | 2701 |